# Cransley
Cransley is een civil parish in het bestuurlijke gebied Kettering, in het Engelse graafschap Northamptonshire met 305 inwoners.